# 空速
空速是指航空器相对于空气的速度。根据测量方法上的差异，空速可分为指示空速、校准空速、当量空速、真实空速等几种。

## 指示空速
指示空速又称表速，是修正了仪表误差后，空速表的指示速度。该速度的常用英文缩写为IAS(indicated air speed) / KIAS (knots indicated air speed)。飞行员在飞行中主要使用指示空速。航空器飞行手册和使用手册中，性能图表上所使用的速度也是指示空速。航空器的空速通常是通过安装在航空器上的儀器來量度。

## 校准空速
校正空速是在指示空速数值经过位置误差修正后的空速表读数，其英文缩写形式为CAS。位置误差是由于安装在航空器上一定位置的总、静压管处的气流方向会随具体型号航空器和迎角而改变，影响了总、静压测量的准确度，从而导致的空速误差。校正空速（{\displaystyle V_{C}\,}）与指示空速（{\displaystyle V_{I}\,}）的关系为：
{\displaystyle V_{C}=V_{I}+\Delta V_{P}\,}
式中{\displaystyle \Delta V_{P}\,}是位置误差修正值，通过试飞得到并在飞行手册中给出相关的{\displaystyle \Delta V_{P}\,}值，它与飞机迎角、襟翼位置、地面效应、风向及其他影响因素有关。
校正空速多用于表示飞行试验的速度，如失速速度和起飞速度，但在飞行手册中的起飞速度仍用指示速度表示。

## 当量空速
当量空速是在校正空速数据经过具体高度的绝热压缩流修正后的空速表读数，其英文缩写形式为EAS。当量空速不仅是总、静压压差的函数，还与飞行高度的压强有关，这就要求对应每一个气压高度制作一种对应于总、静压差的当量速度刻度盘，这显然是不可能的，所以通常采用以海平面标准大气状态为基准的当量速度刻度盘，这种表的读数只有在海平面标准大气条件下才是准确的，对其他高度都需要进行修正，该修正称作附加的绝热压缩流修正。当量空速（{\displaystyle V_{E}\,}）与校正空速（{\displaystyle V_{C}\,}）的关系为：
{\displaystyle V_{E}=V_{C}-\Delta V_{C}\,}
{\displaystyle \Delta V_{C}\,}为绝热压缩修正值，由公式计算或查表得到，与具体机型无关，只与飞行高度和校正空速有关。
当量速度多用于表示飞机强度计算中所受载荷的速度。

## 真实空速
真实空速又称真空速。表示航空器飞行时相对于周围空气的速度，其英文缩写形式为TAS。由于真空速的刻度盘是按照海平面标准大气状态标定的，随着飞行高度改变，空气密度也相应改变，空速表的指示空速就与航空器相对空气的真实空速不同了，两者关系为：
{\displaystyle {\frac {V_{T}}{V_{E}}}={\sqrt {\frac {\rho _{0}}{\rho }}}}
其中
{\displaystyle {\rho }\,} 是飞行高度上的空气密度
{\displaystyle {\rho _{0}}\,} 是海平面标准大气的密度
{\displaystyle V_{T}\,} 是飞行高度上的真空速
{\displaystyle V_{E}\,} 是当量空速
在飞机的性能计算中使用真空速。